# Dilophus mcalpinei
Dilophus mcalpinei är en tvåvingeart som beskrevs av Hardy 1982. Dilophus mcalpinei ingår i släktet Dilophus och familjen hårmyggor. Inga underarter finns listade i Catalogue of Life.